# Гурбедиу (Бихор)
Гурбедиу (рум. Gurbediu) насеље је у Румунији у округу Бихор у општини Тинка. Oпштина се налази на надморској висини од 118 m.

## Становништво
Према подацима из 2002. године у насељу је живело 1216 становника.

### Попис2002.
| Расподела становништва по националности 2002.‍ | Расподела становништва по националности 2002.‍ | Расподела становништва по националности 2002.‍ | Расподела становништва по националности 2002.‍ | Расподела становништва по националности 2002.‍ |
| --------------------------------------------- | --------------------------------------------- | --------------------------------------------- | --------------------------------------------- | --------------------------------------------- |
|                                               |                                               |                                               |                                               |                                               |
| Румуни                                        | Румуни                                        |                                               | 1.005                                         | 82,6%                                         |
| Мађари                                        | Мађари                                        |                                               | 39                                            | 3,2%                                          |
| Роми                                          | Роми                                          |                                               | 172                                           | 14,1%                                         |